# 小花钗子股
小花钗子股（学名：Luisia brachystachys）为兰科钗子股属下的一个种。

## 扩展阅读
- 維基物種上的相關：小花钗子股